# Krapinske Toplice
 Krapinske Toplice  falu és község Horvátországban Krapina-Zagorje megyében. Közigazgatásilag Čret, Donje Vino, Gregurovec, Hršak Breg, Jasenovac Zagorski, Jurjevec, Klokovec, Klupci, Lovreća Sela, Mala Erpenja, Maturovec, Oratje, Selno, Slivonja Jarek, Viča Sela és Vrtnjakovec települések tartoznak hozzá.

## Fekvése
Zágrábtól 34 km-re északnyugatra a Horvát Zagorje északnyugati részén fekszik.

## Története
Krapinske Toplice gyógyvizeit már a rómaiak is ismerték. Helyén a római korban "Aquae vivae" nevű település állt. 
Plébániáját már 1334-ben említi Ivan zágrábi főesperes a zágrábi káptalan helyzetéről írott oklevelében. Plébániatemplomát 1676-ban említik először, ennek helyén építették 1829-ben a mai klasszicista Szentháromság-templomot. Az itteni gyógyvíz orvosi használatáról az első forrás 1772-ből származik. Ekkor létesült a Dubrava-fürdő, majd 1808-ban a Rukavina-fürdő. A település történetében akkor állt be lényeges változás, amikor 1857-ben Jakob Badel megvásárolta a gyógyforrások területét korábbi birtokosaiktól a Keglevich és Orsich családoktól. 1859-ben nagy vendégházat épített, két évvel később megépült a fürdő, majd a vendéglő és a fürdőszálló is. Az épületegyüttes, melyhez Badel parkot és sétányokat is létesített végül  1866-ban nyílott meg. Amikor 1884-ben elhunyt a Mária Magdolna-hegyen mauzóleumot építettek a számára. A 40-45 fokos gyógyvíznek és az enyhe éghajlatnak köszönhetően a fürdő látogatottsága egyre emelkedett. A 20. század második felében a fürdő létesítményeit betegségek gyógyításán kívül egyre inkább az általános rehabilitációra, az egészségturizmusra fejlesztették tovább. 1996-ban új kardiológiai intézetet alapítottak, melyet a következő évben már meg is nyitottak.
Krapinske Toplice iskolája több mint 160 éves múltra tekint vissza. Az első iskolát 1839-ben  említik a településen. 1860-ban a mai autóbusz-állomás helyén felépült az új iskolaépület. A mai iskola épületet 1966-ban építették, 1998-ban pedig új óvodát avattak.
A településnek 1857-ben 763, 1910-ben 799 lakosa volt. Trianonig Varasd vármegye Pregradai járásához tartozott. A településnek 2001-ben 1317 lakosa volt.

## Nevezetességei
- A település fő nevezetessége gyógyfürdője, melynek régi létesítményei 1859 és 1866 között épültek. 1956 után nyíltak meg az intézmény reumatológiai és ortopédiai részlegei, melyeket később speciális rehabilitációs kórházzá fejlesztettek tovább. A termálvíz négy, 39-41 fokos forrásból tör fel, melyek magas magnézium-, hidrokarbonát- és kalciumtartalommal rendelkeznek. A vizet Európa hatodik legjobb minőségű gyógyvizeként tartják számon. Különösen reumatológiai, gerinc, idegi- és izombántalmak, cukorbetegség szövődményei, prosztata megbetegedés és ortopédiai jellegű bántalmak kezelésére ajánlják. 2009-től a betegek kényelmét négycsillagos szálloda, a  Hotel Villa Magdalena is szolgálja.

- A Szentháromság tiszteletére szentelt plébániatemploma[2] 1829-ben épült klasszicista stílusban a középkori plébániatemplom helyén. Egyhajós épület, homlokzata felett neogótikus harangtoronnyal, déli oldalán sekrestyével. Tornyában öt harang található, a legnagyobb 1500 kg súlyú. Toronyóráját 1854-ben készítették. Főoltára a 19. század végén készült, mellékoltárai Jézus Szíve, Szűz Mária, Szent Rókus és a Szenvedő Krisztus tiszteletére vannak szentelve, 1860-ban készültek. Orgonája J. Ebner maribori műhelyében készült 1854-ben. A berendezés legrégibb darabja az 1830 körül készült, márvánnyal borított szószék.

- A plébánia emeletes épülete 1877-ben épült, 2003-ban teljesen megújították.

- Szent Mária Magdolna tiszteletére szentelt kápolnája[3] a Krapinske Toplice központjától keletre emelkedő Strmec-hegyen található. A kápolnát 1874-ben emelték egy régi, fából készült kápolna helyén, amelyet 1639-ben az egyházlátogatás során említettek. Szabálytalan téglalap alaprajzú épület, hosszúkás, háromoldalú szentéllyel. A kápolnához sekrestye csatlakozik. A főhomlokzat középtengelyében két, négyszögletes oldalsó ablakkal rendelkező bejárat található. Az épület amatőr tervezésű, nincs építészeti, csak egyháztörténeti értéke. A falak és a tető a népi lakóépítészet stílusában készült, csak a harangtorony jelzi az épület szakrális funkcióját.

- Krapinske Toplice központjától délkeletre, az azonos nevű dombon található a „Zašat” régészeti lelőhely.[4] A lelőhely kedvező geostratégiai helyen van, amely lehetővé tette a Kosteljina-patak völgyének ellenőrzését. A terepalakzatok alapján arra lehet következtetni, hogy ezen a helyen egykor kettős vár állt. A lelőhely felső részén 1874-ben épült a Szent Mária Magdolna-kápolna, míg az alsó részen 19. század végén épült Jacob Badl mauzóleuma. Az első régészeti leleteket 1990-ben, a kápolna restaurálása során gyűjtötték össze, míg a leletmentő régészeti feltárások során 2014-ben nagyszámú régészeti leletet találtak, amelyek alapján a lelőhely kora a késő bronzkorra tehető.

## Külső hivatkozások
- Krapinske Toplice község hivatalos oldala
- Krapinske Toplice turisztikai portálja
- A Hotel Villa Magdalena gyógyszálló honlapja
- Az alapiskola honlapja
- A Szentháromság plébánia honlapja